# Der Ring (Künstlervereinigung)
Der Ring war eine Vereinigung von Künstlern und Kunstfreunden in Linz an der Donau in der Zeit von 1919 bis 1922.
Nach dem Ersten Weltkrieg bildeten einige Literaten, Musiker, Maler und Kunstfreunde in Linz die Künstlervereinigung Der Ring, wo Künstler aus Oberösterreich aufeinander trafen, auch noch völlig unbekannte. Es war eine erste Plattform für den künstlerischen Austausch und fand bald mehr Zulauf als erwartet. Bereits nach kurzer Zeit setzte sich eine erste Gruppierung, die Maler, ab, um mit Künstlerbund MAERZ eine eigene Verbindung zu gründen, ohne zunächst auf die bereits 1913 gegründete gleichnamige Künstlervereinigung aufzubauen.

## Vorsitzender
- Alfred Pöll (1919–1921)[2]

## Ausstellungen
- 1919, 1920, 1921 (u. a. mit Karl Emmerich Baumgärtel, Herbert Bayer, Klemens Brosch Vilma Eckl, Rudolf Feischl, Otto Hamann, Karl Hauk, Karl Hayd, Egon Hofmann, Hanns Kobinger, Demeter Koko, Matthias May, Paula May, Margarete Pausinger, Alfred Pöll, Rudolf Steinbüchler).